# Вильхинген
Вильхинген (нем. Wilchingen) — коммуна в Швейцарии, в кантоне Шаффхаузен. 
Население составляет 1682 человека (на 31 декабря 2006 года). Официальный код — 2974.